# La Vancelle
 La Vancelle (en alsacià Wànzel) és un municipi francès, situat a la regió del Gran Est, al departament del Baix Rin. L'any 1999 tenia 373 habitants.
Forma part del cantó de Sélestat, del districte de Sélestat-Erstein i de la Comunitat de comunes de Sélestat.

## Demografia
| 1962 | 1968 | 1975 | 1982 | 1990 | 1999 |
| ---- | ---- | ---- | ---- | ---- | ---- |
| 203  | 213  | 240  | 244  | 294  | 373  |

## Administració
| Període   | Identitat       | Partit |
| --------- | --------------- | ------ |
| 1977-1983 | François Gérard |        |
| 1983-1984 | Jules Woelfli   |        |
| 1984-2008 | Robert Tschan   |        |
| 2008-     | Michèle Claver  |        |